# Stenocereus pruinosus
Stenocereus pruinosus là một loài thực vật có hoa trong họ Cactaceae. Loài này được (Otto ex Pfeiff.) Buxb. miêu tả khoa học đầu tiên năm 1961.

## Hình ảnh

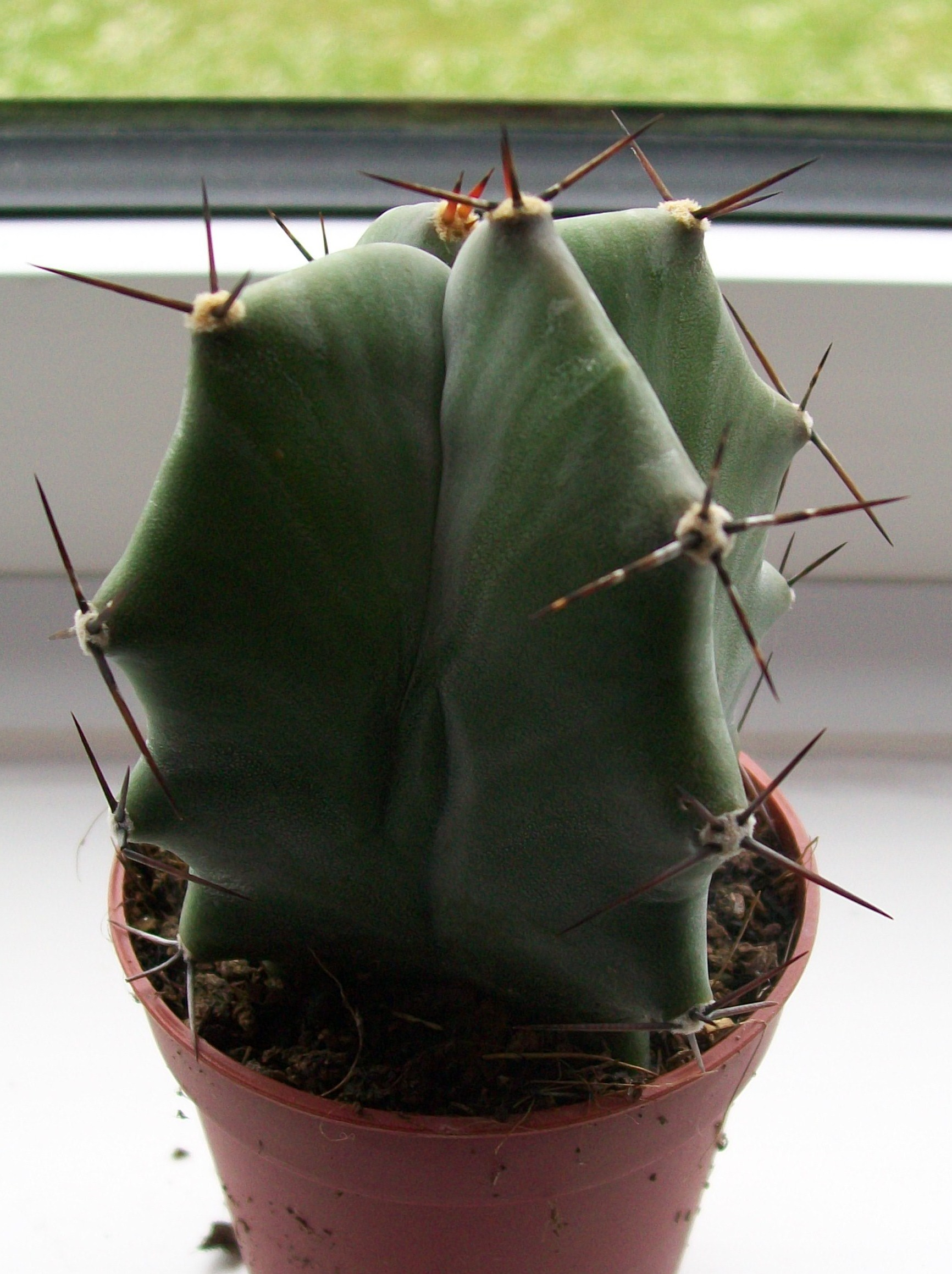